# د گرید
د گرید (به انگلیسی: The Grid) یک بازی آرکید با دید سوم شخص، ساخت کمپانی منحل شده میدوی که در سال ۲۰۰۱ برای کنسول‌های آرکید ساخته و عرضه شد. این عنوان در سال‌های حضور دارای مسابقات تورنمنت بود.